# Rockman Battle & Fighters
Rockman: Battle & Fighters (ロックマンバトルyファイターズ ? ) traducido al español como Rockman: Batalla & Luchadores, es un juego de acción en la serie de videojuegos de Mega Man. Fue lanzado sólo en Japón para la consola portátil de SNK Neo Geo Pocket Color. Se trata de una versión portátil de los dos juegos de arcade Mega Man: The Power Battle y Mega Man 2: The Power Fighters.
Debido a las limitaciones del sistema, la calidad gráfica es inferior a la de las versiones originales de arcadia, con sprites parecidos a sus homólogos de 8 bits y con una paleta de colores similar a la de otros juegos hechos para esta consola, con sprites que solo utilizan dos o tres colores.

## Recepción
Tras su lanzamiento, Rockman Battle & Fighters recibió críticas mixtas por parte de la prensa especializada, con algunos considerándolo aceptable, mientras que para otros es mediocre.